# Campanichaca
Campanichaca (del idioma mayo kámpanim cháaka: "Campana colgada") es una congregación del municipio de Etchojoa ubicada en el sur del estado mexicano de Sonora en la zona del valle del Mayo. Según los datos del Censo de Población y Vivienda realizado en 2020 por el Instituto Nacional de Estadística y Geografía (INEGI), Campanichaca tiene un total de 513 habitantes.

## Geografía
Campanichaca se sitúa en las coordenadas geográficas 26°55′37″ de latitud norte y 109°38'38" de longitud oeste del meridiano de Greenwich, a una elevación de 14 metros sobre el nivel del mar.